# Kapuzinerstraße (Mainz)

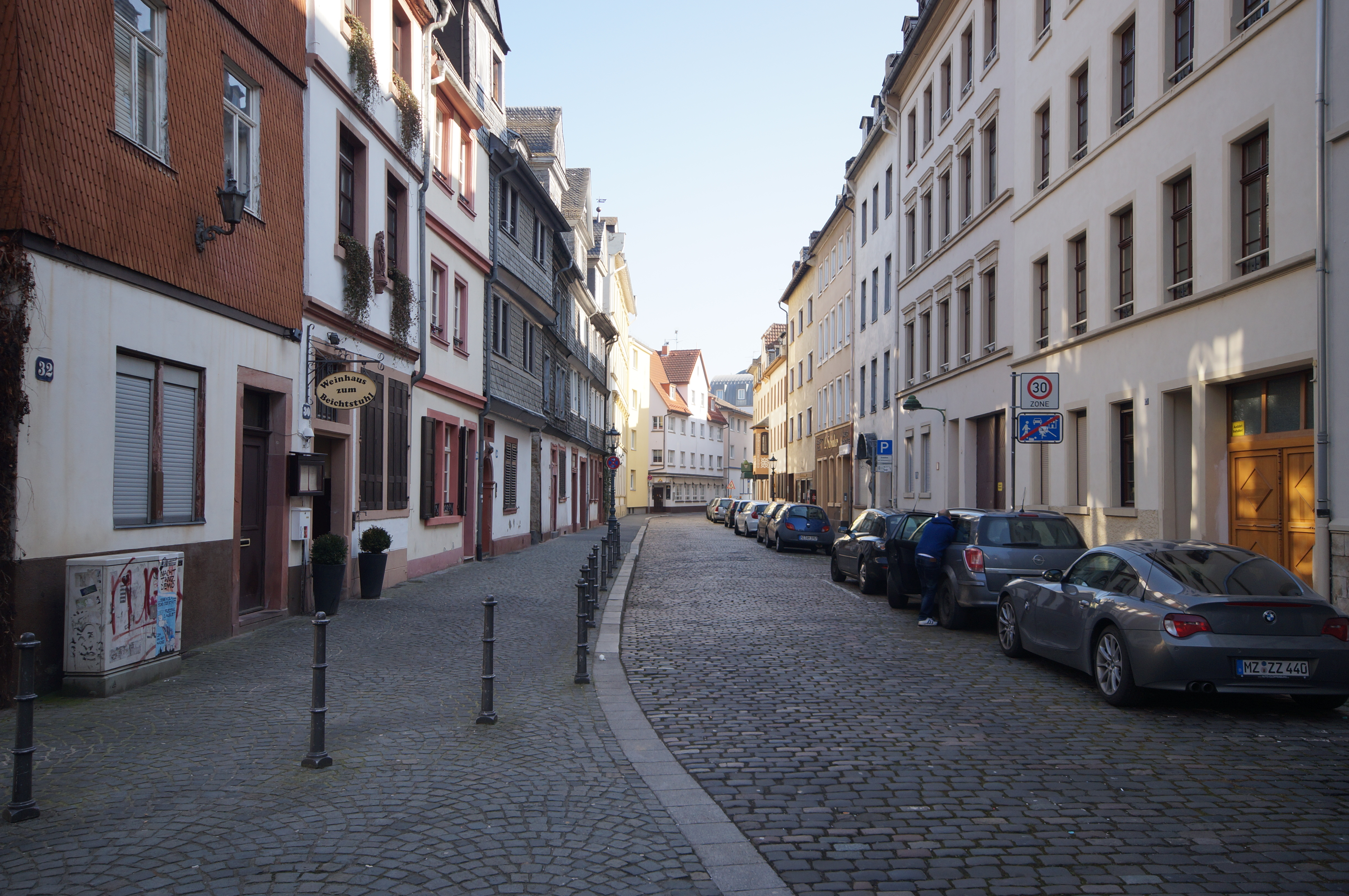
Die Kapuzinerstraße in Mainz-Altstadt

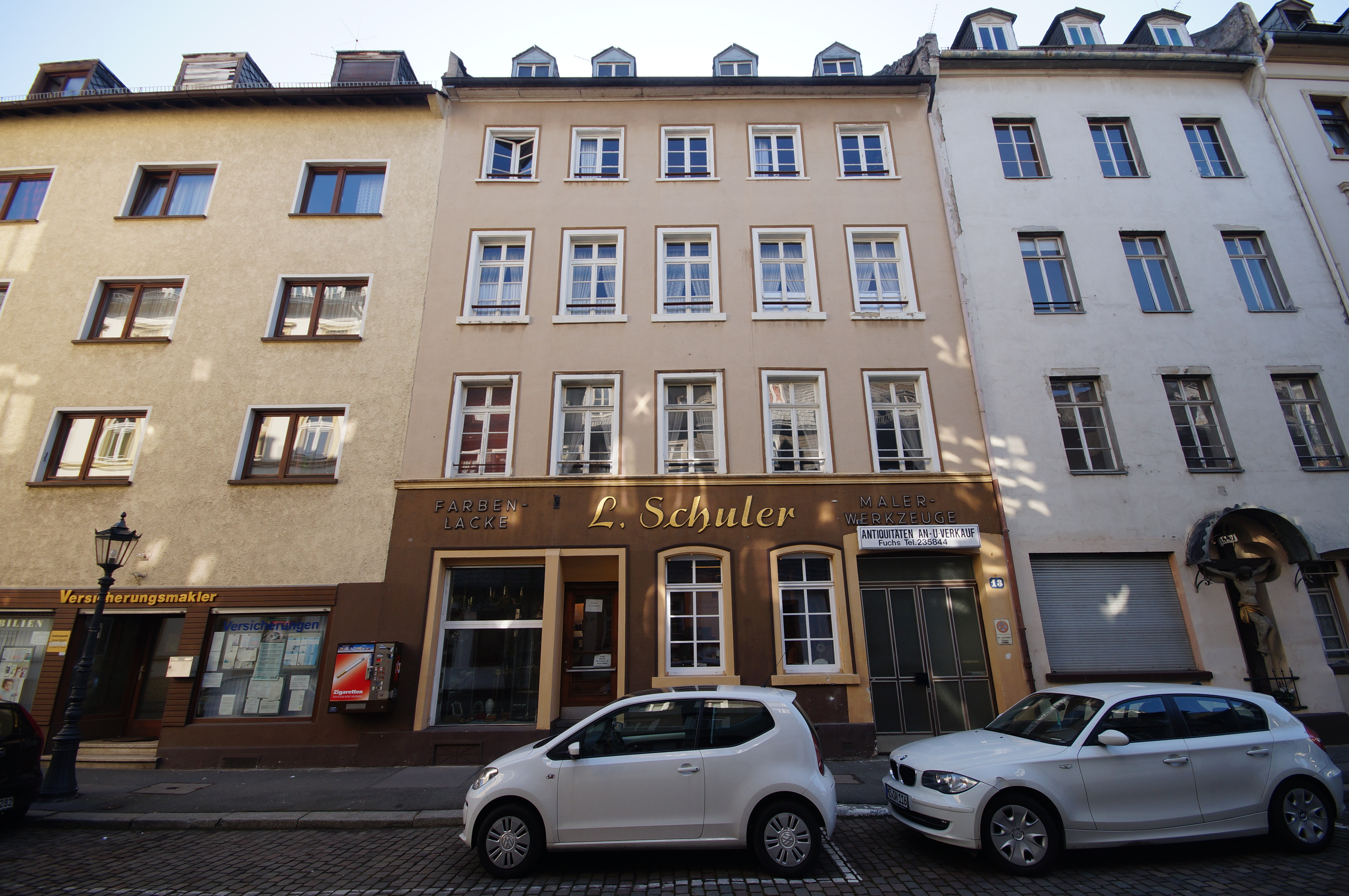
Die Fassade der Hausnummer 13

Die Kapuzinerstraße ist eine Innerortsstraße in Mainz-Altstadt. Sie erhielt ihren Namen aufgrund des hier früher ansässigen Kapuzinerklosters Mainz. Der knapp 300 Meter lange Straßenzug gilt heute als Denkmalzone.

## Geschichte
Die Geschichte der Kapuzinerstraße begann in der früheren Mainzer Fischervorstadt Selenhofen am Rhein. Ab Anfang des 13. Jahrhunderts entwickelte sich die Kapuzinerstraße aus der Selenhofer Hauptstraße. Am westlichen Ende der Kapuzinerstraße befand sich früher die Stadtmauer des römischen Mainz, am anderen Ende führte sie zum Rhein. Die Straße hieß zunächst „Obere Bocksgasse“. Der Name leitet sich aus der alten Bockspforte ab, zu der die Straße führte. Die Kapuzinerstraße trägt heute den Namen des ehemals in der Nähe befindlichen Kapuzinerklosters Mainz. Die Kapuziner kamen 1618 nach Aufruf des ehemaligen Mainzer Erzbischofs und Kurfürsten Johann Schweikhard von Cronberg nach Mainz. Heute sind in der Kapuzinerstraße kaum mehr Spuren vom Wirken der Kapuziner in Mainz vorhanden. Darüber hinaus wurde bis zu dieser Benennung lange der Straßenname „Ignazgasse“ verwendet, der sich aus der hier ansässigen St. Ignaz-Kirche ableitete.
Bis zur Auflösung des Templerordens 1312 befanden sich am nördlichen Ende der Kapuzinerstraße Gebäude des Templerordens. Anschließend wurde das großzügige Grundstück an unterschiedliche Personen verkauft. Heute kann man noch Mauerreste aus der Gotik an der Rückseite des Hauses Kapuzinerstraße 52 finden. 1806 wurde die Kapuzinerkirche in der Kapuzinerstraße 17 A bis 19 B abgerissen, die Grundmauern sollten für die Errichtung des Josephinenhospitals nach der Planung von Departementbaudirektor Eustache de Saint-Far verwendet werden. Teile des Josephinenhospitals kann man in den Grundrissen der Hinterhäuser der Gebäude Kapuzinerstraße 17 A bis 19 B und in Häusern der Neutorstraße wiederentdecken. In der Folge wurde die Kapuzinerstraße vor allem von wohlhabenden Bürgern mit großen Bauwerken weiter zugebaut. 1866 war der Straßenzug schließlich komplett bebaut. Die meisten Häuser wurden seit dem 16. Jahrhundert bis in das 19. Jahrhundert als Bürgerhäuser gebaut. Bewohner waren meistens Fischer, Schiffsarbeiter und Fährmänner. Besonders bedeutend ist für das Erscheinen der Straße das 1902 von Wilhelm Hahn geplante Haus in der Kapuzinerstraße 21/21 B.
Der Straßenzug hat sich bis heute nahezu vollständig erhalten. Beschädigungen erfuhr während des Zweiten Weltkriegs fast ausschließlich eine Häusergruppe nordwestlich der St. Ignaz-Kirche und die Häuserzeile Kapuzinerstraße 8 bis 14. An ihrer Stelle befindet sich heute ein Platz, der nun vom Graben einen freien Blick auf die Kirche ermöglicht. Zudem sank die Bedeutung der Kapuzinerstraße mit dem Ausbau der Neutorstraße als neue Hauptverkehrsstraße Richtung Süden.

## Architektur

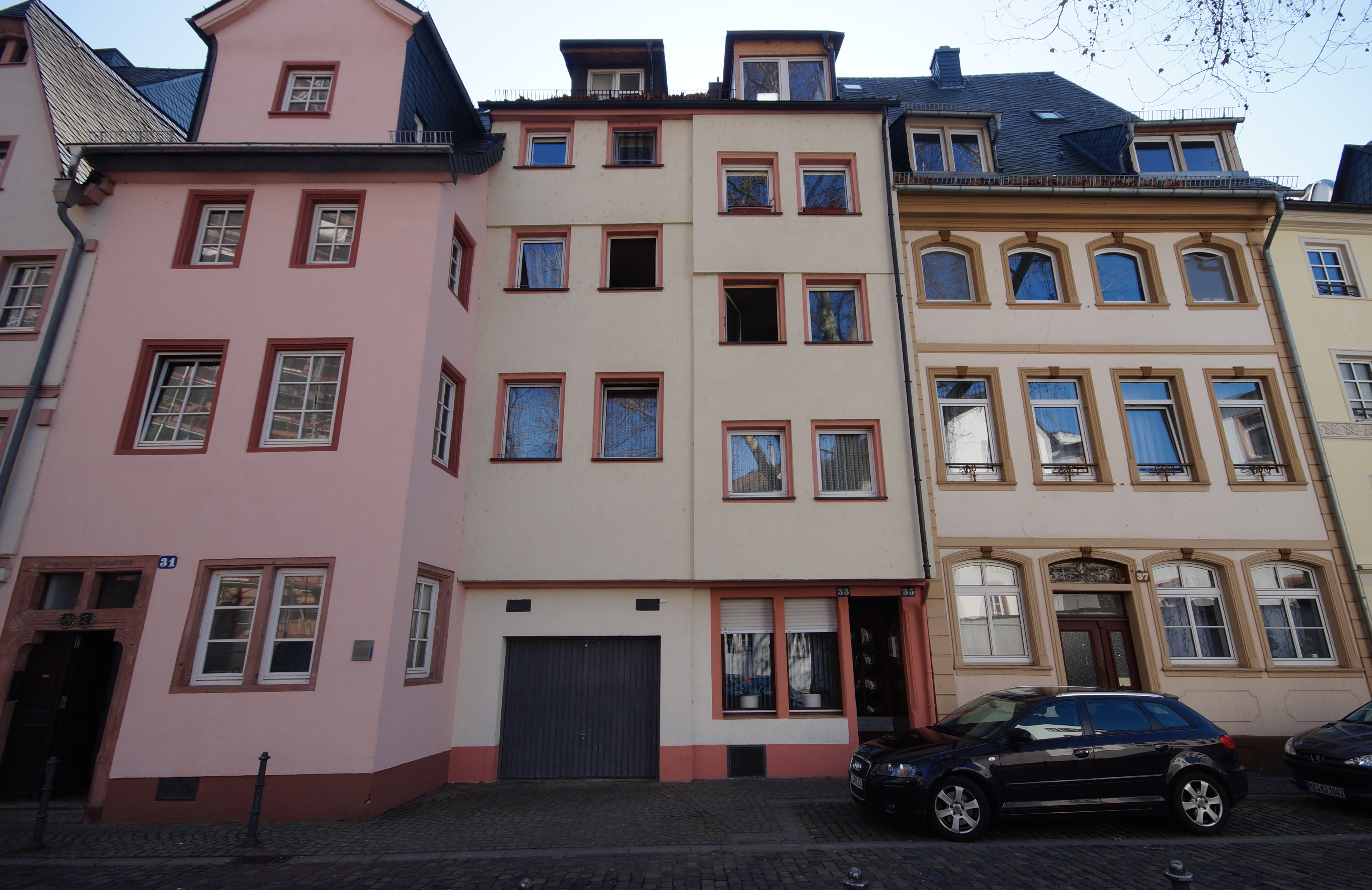
Die Häuser Kapuzinerstraße 33 und 35

Die Straße ist auf ihrer ganzen Länge gepflastert. Fast alle Gebäude sind traufständig. Der Straßenverlauf ist mit der Ausnahme von einigen Frontveränderungen auf der westlichen Straßenseite identisch mit dem Straßenzug im Mittelalter. Bedeutendstes Gebäude ist die St. Ignaz-Kirche. An ihrer Stelle stand bis 1763 die Pfarrkirche des „Ignaz-Viertels“. Auffällig ist der nach dem Zweiten Weltkrieg entstandene Vorplatz der Kirche. Besonders erhaltenswert sind die Gebäude Kapuzinerstraße 14 bis 42 und 44, 46, 48, 50, 52 und 54. Sie entsprechen der originalen Straßenbebauung bis in das 20. Jahrhundert und bilden die Denkmalzone Kapuzinerstraße. Zudem sind die Fachwerkhäuser mit Schiefer und Putz sowie dominantem Erdgeschoss und Zwerchhäusern besonders auffällig. Die Hauseingänge sind meist aufwändig verziert und stilistisch bedeutend gestaltet. Der Putz stammt meist aus der Zeit des Barock.
Zunächst errichtete man schlichte Bürgerhäuser. Ein Beispiel dafür sind die Häuser in der Kapuzinerstraße 33 und 35, die aus dem 17. Jahrhundert stammen. Danach baute man Ende des 18. Jahrhunderts vor allem größere und höhere Bauwerke. Im 19. und 20. Jahrhundert baute man in der Nähe des alten Kapuzinerklosters in der Kapuzinerstraße 14 bis 16 einige große, schlichte und vier Geschosse umfassende Mietshäuser. Von ihnen sind heute außerdem vorwiegend die Keller erhalten geblieben. Es gibt in der Kapuzinerstraße vereinzelte Wege, die zu früheren Arbeitsstätten am und auf dem Rhein führten. Sie sind gepflastert und führen zwischen Häusern von der Straße in Richtung des Rheins. Aufgrund der Rheinufererweiterung im 19. Jahrhundert und der Errichtung des Malakoff-Centers im 20. Jahrhundert führen sie heute lediglich bis zur Rheinstraße.